# Centroptilum bifurcatum
Centroptilum bifurcatum är en dagsländeart som beskrevs av Mcdunnough 1924. Centroptilum bifurcatum ingår i släktet Centroptilum och familjen ådagsländor. Inga underarter finns listade i Catalogue of Life.